# Brighouse
Brighouse is een plaats in het bestuurlijke gebied Calderdale, in het Engelse graafschap West Yorkshire. In 2001 telde de plaats 9720 inwoners.